# テッド・クルーズ
ラファエル・エドワード・クルーズ（Rafael Edward Cruz、1970年12月22日 - ）は、アメリカ合衆国の政治家、法律家。短縮形名はテッド・クルーズ（Ted Cruz）。テキサス州選出の連邦上院議員。所属政党は共和党。アメリカ国籍の他にカナダ国籍も持っていたが2014年に放棄している。キューバ系アメリカ人。

## 経歴

### 生い立ち
1970年12月22日にキューバ移民でアメリカのキリスト教福音主義の牧師及び伝道師でもある父のラファエル・ビエンベニード・クルーズと、デラウェア州出身の母のエレノア・エリザベス・ダラー・（ウィルソン）クルーズの間に、カナダのアルバータ州カルガリーのフットヒル・プロヴィンシャル総合病院で出生する。両親はルイジアナ州ニューオーリンズにある石油関係の会社に勤めていたが、仕事の都合上でカナダに移住して市民権を得た。1974年に父親の転勤に伴い一家でアメリカ合衆国のテキサス州に移住。以降はテキサスで育ち、福音主義の牧師であった父親の影響で、熱心なクリスチャンとして育った。
高校時代から保守系団体でフリードマン、ハイエク、ミーゼズ、バスティアらの著作に親しみ、1992年にプリンストン大学ウィルソンスクールを卒業。大学時代はディベートで活躍し、全米チャンピオンになった経験もある。卒業論文はアメリカ合衆国憲法の起草者で第4代大統領のジェームズ・マディソンと権力分立に関するものだった。卒業後はハーバード・ロー・スクールに進学し、1995年、上位10%に与えられるmagna cum laudeを得て修了。在学中はハーバード・ロー・レビューの編集者を務めた。

### 法曹
卒業後は連邦控訴裁判所の調査官（ロークラーク）を経て、1996年に連邦最高裁判所長官ウィリアム・レンキストの調査官となったが、これはヒスパニック系では初めてのことであった。その後はワシントンD.C.の法律事務所に勤務し、ジョン・ベイナー下院議員（後の下院院内総務、下院議長）の私的顧問を務めている。1999年からは当時大統領を目指していたジョージ・W・ブッシュの政策アドバイザーを務め、2001年に成立したブッシュ政権では司法副次官に任命された。2003年から2008年まではテキサス州の訟務長官（Solicitor General）を務め、多くの重要事件を手がけて知られるようになった。
退官後は再び法律事務所に勤務した。また、この間2004年から2009年にかけて、テキサス大学ロースクールで連邦最高裁の訴訟について講じた。

### 上院議員
2012年、ティーパーティー運動の支持を受け、共和党候補としてテキサス州から連邦上院議員選挙に出馬し、初当選を果たす。
2013年9月24日午後、オバマケアに反対する立場から、予算の成立を阻むため、21時間以上にわたる演説（フィリバスター）を行った。これは1900年以降では最長の演説の一つになっている。

### 2016年大統領選挙
2015年3月23日、2016年大統領選挙への出馬を表明。
2016年3月1日、予備選が始まる前に共和党指名争いに名乗りを上げていた上院議員リンゼー・グラムは、伸長する実業家ドナルド・トランプに対抗するために、対抗馬をクルーズへ一本化することをテレビ番組上で訴えた。
3月9日、指名争いから撤退した元ヒューレット・パッカードCEOカーリー・フィオリーナから支持を表明される。その後の4月27日、クルーズは自身が共和党大統領候補に選出された場合、フィオリーナを副大統領候補とすることを表明した。
3月18日、2012年大統領選挙の共和党指名候補である元マサチューセッツ州知事ミット・ロムニーがユタ州党員集会でクルーズに投票することを宣言した。かつての上司でもあった元下院議長のジョン・ベイナーは、クルーズを「人の姿をした悪魔」と異例の表現で酷評し、断固支持しない考えを示した。
その後、共和党指名争いはトランプが1位を走ることとなり、トランプの指名獲得を阻止するため、4月下旬にジョン・ケーシックと「2位・3位連合」を組み協力することを決定する。オレゴン州とニューメキシコ州ではケーシック、インディアナ州ではクルーズに票を集めるという作戦だったが、5月3日にインディアナ州で行われた予備選挙でトランプに大敗し、同日中に大統領選からの撤退を表明した。
同年9月23日に、クルーズがトランプ支持を表明したと報じられた。

### 2018年中間選挙
2018年3月、中間選挙に向けた予備選挙で共和党候補の座を確保し、民主党のベト・オルーク下院議員との対決が確実になった。選挙本番では民主党の追い上げが伝えられる中、2016年の大統領選挙で対立したドナルド・トランプ大統領の応援演説を受けるなど積極的な選挙戦を展開し、2018年11月、苦戦を強いられるも上院議員として再選を果たした。

## 政策
政策はキリスト教右派の影響を強く受けており、保守強硬派とされる。政府・官僚機構の肥大化に批判的なティーパーティー運動の代表的政治家でもある。
- TPP反対
- 自由貿易の促進
- 米国愛国者法の再法制化
- 死刑制度の存続を支持
- 銃規制に反対
- 進化論を否定
- 地球温暖化を否定
- 人工妊娠中絶に反対
- 国民皆保険制度に反対
- 均等税の導入
- 最低賃金の引き上げに反対
- 不法移民の合法化に反対
- LGBT（同性愛・性的少数派）の権利確立への反対
- マリファナ合法化に反対
- 障害者権利条約の批准を阻止
- 小さな政府と新自由主義を支持
- イスラエルとの同盟強化
- イランやキューバとの融和路線に反対
  - イスラム国に対して絨毯爆撃の実施を主張している
- シリア内戦等中東への軍事介入には反対

### 外交
- 2020年、香港に導入された国家安全法について批判。同年8月にアメリカが香港政府関係者らに査証発給制限とアメリカ国内の資産凍結を発表すると、中国側はクルーズらに対して同様の対抗措置を講じた[16]。

## 思想
所属しているキリスト教会（教派）は南部バプテスト連盟である。主な支持母体は、ティーパーティー運動、キリスト教福音派、キリスト教右派。

## 家族

### 妻と娘
ゴールドマン・サックスの投資マネージャーでもある妻のハイディ・クルーズとの間に、キャサリンとキャロラインという2人の娘がいる。

### 父
父親のラファエル・ビエンベニード・クルーズはキューバ生まれで、スペイン領カナリア諸島の出身だった。14歳の時、キューバの独裁者フルヘンシオ・バティスタ政権に苦しめられて収容所に投獄されていたことから、バティスタ独裁政権に抗議するため、キューバ革命の革命軍として参加していた。その時、まだ少年だった父親は革命の指導者であるフィデル・カストロが共産主義者だということは知らなかったという。
18歳だった1957年、テキサス州オースティンのテキサス大学へ入学するため、政治亡命の意味も込めてキューバを出国し、法的な方法でアメリカに移住した。革命の指導者であるカストロが共産主義者だと知ると、反カストロに転じ、カストロの革命軍として参加していたことを今日まで後悔し始めるようになる。
1961年、テキサス大学卒業後に学生ビザが切れると、政治亡命が認められてアメリカに戻る。20代の時、仕事を求めてルイジアナ州ニューオーリンズに引っ越し、石油会社に勤めていたところ、エレノア・エリザベス・ダラー・ウィルソンと出会い結婚した。その後、石油関係の仕事の都合で妻と共にカナダに移住し、1973年にカナダの市民権を獲得する。後にカナダの市民権を放棄し、1974年に妻と幼い息子と共にアメリカのテキサス州に移住すると、2005年にアメリカの市民権を得た。当初はカトリック教徒だったが、1975年にプロテスタントに改教し、テキサス州で福音主義の牧師となった。
2016年大統領選挙期間中は、息子の応援のためテキサス州で息子の代わりに選挙運動を展開し、聖書の教えに基づく説教で息子の支持を訴える活動を始めた。
ラファエル・ビエンベニード・クルーズには、1959年に結婚した最初の妻ジュリア・アン・ガルザとの間にミリアム・セフェリナ・クルーズとロクサネ・ルルド・クルーズという、テッド・クルーズとは歳が離れた2人の義理の姉妹がいた。クルーズの義姉ミリアムは2011年に亡くなっている。

### 母
母親のエレノア・エリザベス・ダラー・（ウィルソン）・クルーズはデラウェア州ウィルミントン出身で、イタリア系とアイルランド系の血が入っている。ニューオーリンズで石油会社のコンピュータプログラマとして働いていた時、ラファエル・ビエンベニード・クルーズと出会い結婚した。しかし、1997年に夫のラファエルと離婚した。

## 参考
- 21時間演説をこなしたクルーズ上院議員は真の告発者か：日経ビジネスオンライン